# La maja desnuda

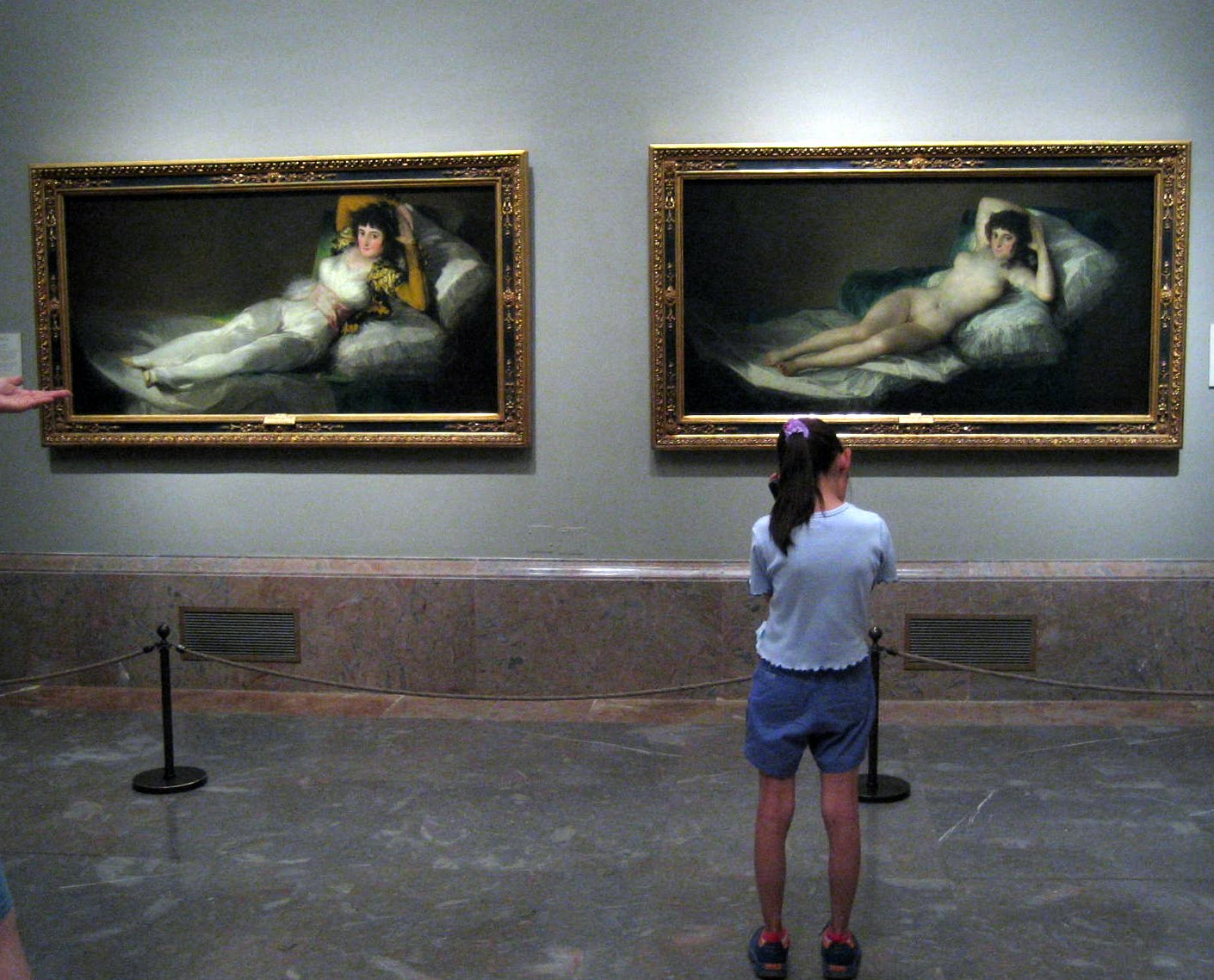
De beide maja's (vestida en desnuda) naast elkaar in het Museo del Prado

La maja desnuda (De naakte maja) is een olieverfschilderij van de Spaanse kunstschilder Francisco Goya in het Museo del Prado in Madrid. Het schilderij geeft een naakte vrouw liggend achterover op een bed met kussens weer. Goya creëerde een pendant van dezelfde vrouw, identiek gesteld, maar dan gekleed, tegenwoordig bekend als La maja vestida (De geklede maja) die zich ook in het Prado bevindt. Beide schilderijen worden meestal naast elkaar gehangen en tentoongesteld.
Het schilderij staat bekend om de ongecompliceerde en onbeschaamde blik van het model naar de kijker. Het wordt ook gezien als een van de vroegste westerse kunstwerken waarbij het schaamhaar van een naakte vrouw wordt weergegeven zonder duidelijke negatieve connotaties (zoals in afbeeldingen van prostituees).
Het is onbekend wie het model was, waarom de schilderijen zijn gemaakt en in wiens opdracht dat gebeurde. Over het algemeen wordt de vrouw op basis van haar kostuum in La maja vestida beschouwd als een maja (een vrouw uit de lagere klasse).
Het schilderij is gemaakt tussen 1797 en 1800 en duikt in 1800 voor het eerst op in het bezit van Manuel de Godoy, hertog van Alcúdia, toen het werd bewaard en opgehangen in een privéruimte gereserveerd voor naaktschilderijen. In 1808 werd het schilderij ontdekt door onderzoekers van de Spaanse inquisitie, samen met andere "twijfelachtige afbeeldingen". Godoy en de curator van zijn collectie, Don Francisco de Garivay, werden voor het gerecht gebracht en gedwongen om de kunstenaars achter de geconfisqueerde kunstwerken te onthullen die 'zo onfatsoenlijk en schadelijk voor het algemeen belang' waren. Op 16 maart 1815 werd Goya gedagvaard door de Geheime Kamer van de Inquisitie om de totstandkoming van het werk toe te lichten. Zijn antwoorden zijn niet bewaard, maar hij ontliep een veroordeling dankzij de voorspraak van kardinaal Lodewijk Maria van Bourbon. Niettemin werd de Desnuda in beslag genomen als "obsceen". Tot het begin van de 20e eeuw werd het doek afgeschermd in een nauwelijks toegankelijke reserve van de Real Academia de Bellas Artes de San Fernando.
Sinds 1901 bevindt het schilderij zich in de collectie van Museo del Prado. In 1930 gaf Spanje vier postzegels uit met de meest beroemde schilderijen van Goya, waaronder de naakte maja. Zowel Spaanse katholieken als andere landen protesteerden tevergeefs tegen de postzegel.

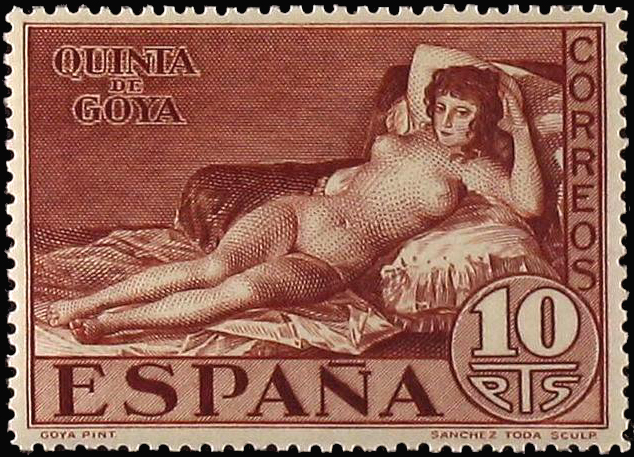
Postzegel Spanje uit 1930